# Радуй
Радуй е село в Западна България. То се намира в община Перник, област Перник.

## География
Село Радуй е разположено в гънките на планината Вискяр, на височина около 800 метра над морското равнище. Намира се на границата на Пернишка и Софийска област. През него минава жп линията Перник-Волуяк-София. На територията на селото извират две малки реки. Селото е разпиляно в седем махали в диаметър около пет километра.

## История
Има две устно предавани легенди за създаване на селото. Според едната от тях, трима братя търсели къде да се установят да живеят. Местността била гориста. Един от тях намерил извор и извикал: „Радуйте се, братя“. Така било дошло името на селото. Другата легенда е за българин Радой, който търсел да се установи по-далеч от османската власт, обходил с кон по билото на хълмовете, маркирал с бразди територията и дал името на селото.
Радуй се споменава за пръв път в османските регистри от XV век. В „Извори на българската история“, издание на БАН от 1966 г., е посочено, че в периода от 1445 г. до 1555 г. е извършено преброяване на населението в османската империя. Отразено е, че в Радуй живеят осем фамилии и 4 вдовици.
Първоначално селото се е намирало в местностите Църквището и Лубеничаво, които се намират в южната част на връх Кръста. На по малко от километър в южна посока от там е минавал пътят, наричан „сръбски път“, водещ от София към Брезник, Трън, Сурдулица, Враня, Лесковац. По трасето на този път днес има черен път – Военното поделение в местността Кръстато дърво, в близост до Клисурски манастир „Света Петка“, над Банкя – Радуй. По време на владичеството поради честите набези на османлиите жителите изместват селото на около 2-3 километра северно от там и разполагат селото по поречието на реката в местностите Градище, Мъклия, Горно и Долно селище, Дулан и Слатина. Далеч над селото в подножието на Вискяр планина е имало турски чифлик, в който са се отглеждали ловни соколи. След нещастен случай, при който турско дете се удавило, поради страх от репресии, селото за пореден път се преместило на сегашното си място, като по-голямата част от добитъка са продължили да отглеждат на същото място, където и сега има много останки от сгради.

## Поминък
Преди 9 септември 1944 г. жителите са се занимавали основно със земеделие, овцевъдство и пчеларство. В селото са се отглеждали повече от седем хиляди овце, около 100 крави, над 450 пчелни кошери, много коне и волове, с който са обработвали земята. Имало е голяма кооперативна мандра, която работи и в условията на ТКЗС до седемдесетте години на миналия век. Произвеждала е над 80 тона сирене, по-голямата част от което се е изнасяло в чужбина за Германия, СССР и други страни. Пчелният мед от Радуй е намирал добър пазар на Балканите. Американската Рокфелерова фондация е финансирала в миналото проекти на стопани от селото. Индустриализацията на страната след 9.09.1944 г., появилата се остра нужда от работна ръка в гр. Перник и гр. София, построяването на жп линията София-Волуяк-Перник, както и създаването на ТКЗС, карат местното население, предимно мъжете, да търсят работа в градовете, което довежда до намаляване на населението и естествено се отразява негативно на мащабите на животновъдството в селото. Сега повече от 90% от земята е пустееща и ерозира. През 2011 г. в селото се отглеждат около 300 овце и кози, пчелните кошери са по-малко от 100.

## Религия
В Радуй се е намирал един от най-старите храмове, посветени на Свети великомъченик Мина. Църквата е разрушена по време на Османската империя. Останките от този храм се намират на запад от сегашното село в местността Църквището. След освобождението от османска власт населението на религиозни празници е ходило на манастира „Св. Петка“ и на останките от разрушената църква „Свети великомъченик Мина“. През 1935 година жителите на селото вдигат внушителен храм „Свети Илия“. За строежа на храма са събирали пари от цялото население, според броя на отглеждания добитък и размера на притежаваната земя. През 1941 година немски и италиански инженери проектират линията София-Волуяк-Перник, извършва се отчуждаване на имотите, трасира се от къде да мине и се започва строителството, което при социализма продължава на бригадирски начала. В района на Радуй са работили около 10 000 бригадири. Георги Димитров, като министър-председател, е идвал на посещение при бригадирите в Радуй и на гара Разменна. Първоначално линията е проектирана да мине източно от височината, на която се е намирал храм „Свети Илия“, но няколко от засегнатите собственици на дворни имоти подкупили немските проектанти на линията и те променили трасето, като включили разрушаването на храма. Храмът е затрупан под железопътния насип на около 300 метра преди тунела от източната страна на линията. По утвърден от Светия синод проект, в селото е пред завършване строежа на храм „Свети Георги“, в който ще се служи света литургия. Патриарх Максим е назначил избрано от верноподаниците в селото църковно настоятелство към храма.

## Известни личности
- Огнян Боянов Радуйски – член на софийската земеделска камара и жестоко репресиран със семейството си от комунистическия режим след 1944 г.
- Елена Огнянова – дъщеря на Огнян Боянов Радуйски, писателка и етнографка. Елена Огнянова е родена през 1928 в пернишкото село Радуй. Завършила е философия и българска филология в Софийския университет „Свети Климент Охридски“, но посвещава целия си живот на изучаването на народното творчество. Работила е като научен сътрудник в Етнографския институт на БАН. Била е фолклорист към редакция „Народна музика“ в Радио София, както и завеждащ сектор при музикалната дирекция на Министерството на културата. Елена Огнянова е изключителен психолог и изследовател на нравите и душевността на българина. Силата на словото ѝ е неговата непосредственост и красота. Автор е на много книги и публикации в периодичния печат, някои от които популярни и извън пределите на България. Сред най-популярните ѝ книги, както в България, така и в чужбина са „Ние шопето“, „Не сме от сега или философията на един шоп“, „Жената на баща ми“, „Работни ръце, чисто лице“, „Достигнало до нас“ и др.
- Добри Жотев – поет, разказвач и драматург, автор е на книгите „Жажда“(1951),”Буйният вятър” (1958), „На гости у дявола“ (1962), „Обич моя“ (1964), „Пак мамеше изгрева“ (1965), „Викове“ (1966), „От дявола до кибернета“ (1968), „Стихотворения“ (1969), „Автостоп“ (1970), „Преживени разкази“ (1973, 1976), „Влюбени слънца“ (1973), „Лирически поеми“ (1974), „По пътищата“ (1975), „През извървяното“ (1981), „Делфийският оракул“ (1983), „Награда от Джокондата“ (1985), „Пробягва вихърът на времето“ (1987) „Слънчев сплит“ (1988), „Начало за евангелие“ (1991), „Езически разкази“ (1993), „Светове на сумрака“ (1995) и др. Автор е на пиесите „Обличане на Венера“ (1969), „Оръженосецът и рицарят“ (1990), „Събличането на Юпитер“ (1977) и „Железните обувки“. Произведенията му за деца включват: „Лесньо дири леснината“ (1960, 1967), „Птичи хор“ (1963), „Вълчи вървища“ (1965, 1976), „Прощъпулки“ (1971), „Избрани творби за деца“ (1971), „Караман“ (1976), „За вас деца невинни от 5 до 105 години“ (1979, 1986). Добри Жотев е превеждан на английски, френски, руски, арменски, китайски.

## Обществени институции
В селото до седемдесетте години на миналия век е имало основно училище, в което са учили над 70 деца от първи до седми клас, около 10 от тях са идвали всеки ден от съседното село Мала Раковица. Сега в сградата на училището е кметството. В близост до него се намират останки от стопанските постройки на ТКЗС.